# Kikki Danielsson
Ann-Kristin (Kikki) Danielsson (Osby, 10 mei 1952) is een Zweedse country- en popzangeres en accordeoniste.

## Levensloop
Danielsson nam al negen keer deel aan Melodifestivalen, de Zweedse voorronde voor het Eurovisiesongfestival. In 1978 was haar eerste poging samen met Lasse Holm en de dansband Wizex; ze eindigde met het liedje Miss Decibel op een gedeelde 1ste plaats, maar daarna moesten de 11 regionale jury's kiezen tussen de twee winnaars en uiteindelijk haalde Björn Skiffs het. In 1980 trad ze aan met de pop- en countrygroep Chips, en het liedje Mycke mycke mer, ze werd 4e. Ook in 1981 was ze weer van de partij, maar Chips had hun groepsnaam veranderd in Sweets 'n' Chips, Elisabeth Andreassen had zich inmiddels bij de groep gevoegd en ze werden 2e. In 1982 was het raak, Lasse Holm had de groep verlaten en Kikki en Elisabeth wonnen Melodifestivalen met het liedje Dag efter dag. Op het songfestival werden ze 8e, wat hun beste resultaat was sinds 1975. In 1983 waagde Danielsson opnieuw haar kans, maar dit keer solo, ze eindigde op de tweede plaats, na Carola. Na vier opeenvolgende jaren van deelname nam ze in 1984 een jaartje rust en keerde in 1985 terug met een klinkende overwinning. Ze mocht in eigen land aantreden na een overwinning van de Herreys, met Bra vibrationer werd ze 3e, de overwinning dat jaar ging naar Elisabeth Andreassen, die haar drie jaar eerder nog bijstond en dit jaar voor Noorwegen uitkwam met de groep Bobbysocks.
In 1992 vond Danielsson de tijd weer rijp om een nieuwe inzending in te sturen, ze werd 4e.
Tien jaar later bundelde ze haar krachten samen met Elisabeth Andreassen en Lotta Engberg en als Kikki, Bettan & Lotta deden ze een gooi naar een songfestivalticket; met Vem é dé du vill ha werden ze 3e in de moeilijkste voorronde van Europa, aangezien de meeste nationale sterren hun land willen vertegenwoordigen. Om die reden dachten ze misschien meer geluk te hebben in Noorwegen; in 2003 stuurden ze daarom een lied in voor Melodi Grand Prix, maar Din hånd i min hånd werd slechts 4e.
Maar Danielsson gaf niet op, in 2006 stuurde ze I dag & i morgon in voor Melodifestivalen, daarmee stootte ze meteen door naar de finale waar ze laatste werd.

## Discografie

### Albums
- 1979: Rock N Yodel
- 1981: Just like a Woman
- 1982: Kikki
- 1983: Varför är kärleken röd?
- 1983: Singles Bar
- 1984: Midnight Sunshine
- 1984: Kikkis 15 bästa låtar
- 1985: Bra vibrationer
- 1986: Papaya Coconut
- 1987: Min barndoms jular
- 1989: Canzone d'Amore
- 1990: På begäran
- 1991: Vägen hem till dej
- 1993: Jag ska aldrig lämna dig
- 2001: 100% Kikki
- 2001: Fri - En samling
- 2001: Nu är det advent
- 2006: I dag & i morgon
- 2008: Kikkis bästa
- 2011: Första dagen på resten av mitt liv
- 2015: Postcard from a Painted Lady
- 2016: Christmas Card from a Painted Lady
- 2017: Portrait of a Painted Lady

### Singles
- 1998: Papaya Coconut (Come Along)
- 2002: Vem é dé du vill ha
- 2006: Idag & imorgon

1958: Alice Babs · 
1959: Brita Borg · 
1960: Siw Malmkvist · 
1961: Lill-Babs · 
1962: Inger Berggren · 
1963: Monica Zetterlund · 
1965: Ingvar Wixell · 
1966: Lill Lindfors & Svante Thuresson · 
1967: Östen Warnerbring · 
1968: Claes-Göran Hederström · 
1969: Tommy Körberg · 
1971: Family Four · 
1972: Family Four · 
1973: Nova · 
1974: ABBA · 
1975: Lasse Berghagen · 
1977: Forbes · 
1978: Björn Skifs · 
1979: Ted Gärdestad · 
1980: Tomas Ledin · 
1981: Björn Skifs · 
1982: Chips · 
1983: Carola · 
1984: Herreys · 
1985: Kikki Danielsson · 
1986: Lasse Holm & Monica Törnell · 
1987: Lotta Engberg · 
1988: Tommy Körberg · 
1989: Tommy Nilsson · 
1990: Edin-Ådahl · 
1991: Carola · 
1992: Christer Björkman · 
1993: Arvingarna · 
1994: Marie Bergman & Roger Pontare · 
1995: Jan Johansen · 
1996: One More Time · 
1997: Blond · 
1998: Jill Johnson · 
1999: Charlotte Nilsson · 
2000: Roger Pontare · 
2001: Friends · 
2002: Afro-Dite · 
2003: Fame · 
2004: Lena Philipsson · 
2005: Martin Stenmarck · 
2006: Carola · 
2007: The Ark · 
2008: Charlotte Perrelli · 
2009: Malena Ernman · 
2010: Anna Bergendahl · 
2011: Eric Saade · 
2012: Loreen · 
2013: Robin Stjernberg · 
2014: Sanna Nielsen · 
2015: Måns Zelmerlöw · 
2016: Frans · 
2017: Robin Bengtsson · 
2018: Benjamin Ingrosso · 
2019: John Lundvik · 
2021: Tusse · 
2022: Cornelia Jakobs · 
2023: Loreen · 
2024: Marcus & Martinus · 
2025: KAJ
- Gemeinsame Normdatei: 134426118
- International Standard Name Identifier: 0000 0000 5198 7096
- MusicBrainz: 52d0c873-11b8-4868-8771-09c44bcc1933
- LIBRIS: 247582
- Virtual International Authority File: 76293427
- WorldCat: E39PCjJHyky84fBymTFRWQDwYd